# Edificio Juan Ignacio Molina

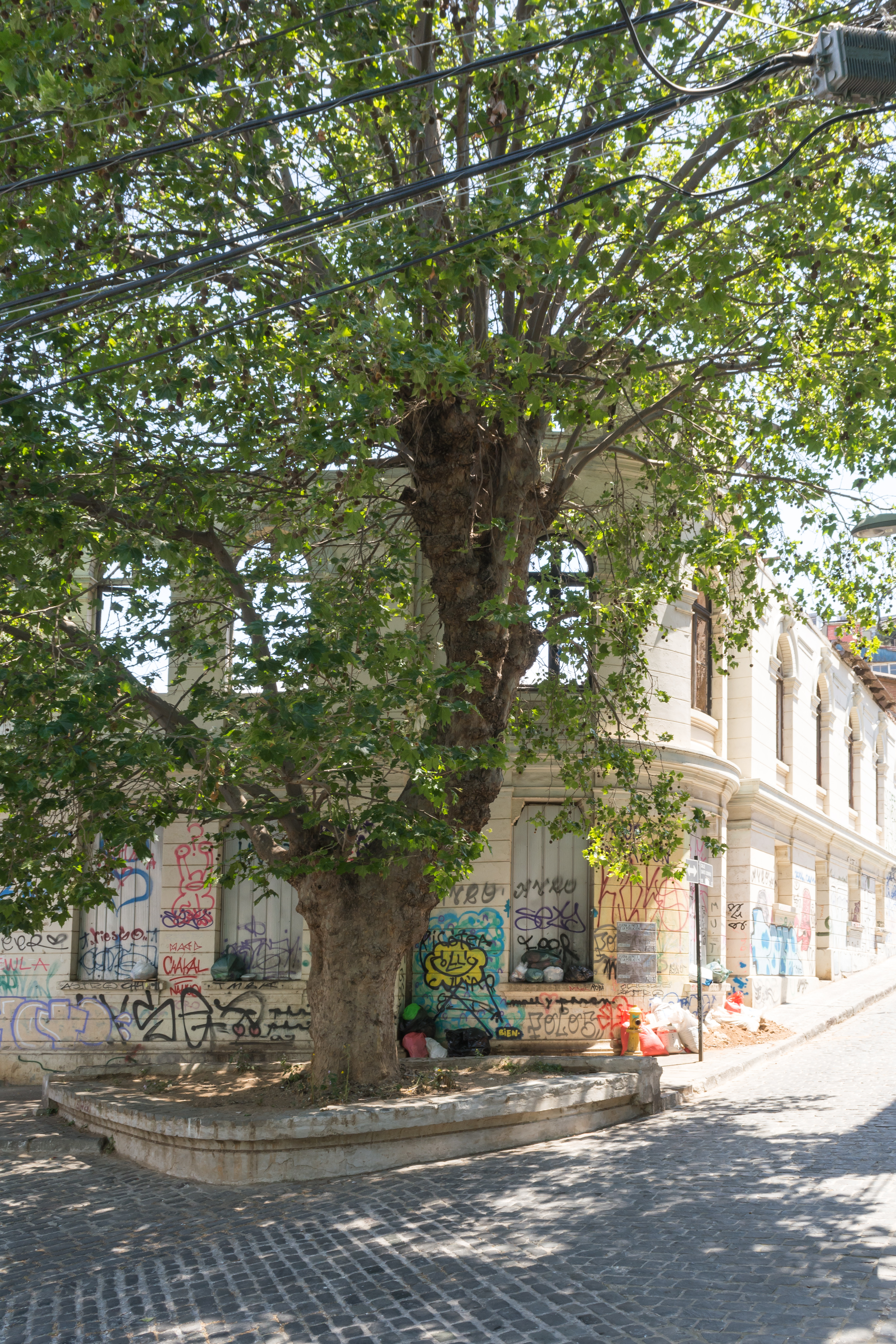
Vista de la esquina del edificio.

El edificio Juan Ignacio Molina será la sede del Centro Interdisciplinario de Neurociencia dependiente de la Universidad de Valparaíso. Este inmueble rescata el antiguo edificio Severín, ubicado en el cerro Santo Domingo, en la ciudad de Valparaíso, Chile.

## Historia
En el terreno estuvo la iglesia y convento de la Compañía de Jesús que construyeron a su llegada a Valparaíso en el siglo XVII. Tras su expulsión en 1767, el rey de España destinó la propiedad para construir un hospital, pero esta instrucción llegó a Chile cuando el inmueble ya había pasado a la Orden de Predicadores, quienes reacondicionaron el lugar para su propia iglesia y convento.
Por diversas circunstancias, en los años 1820, se decidió trasladar el Congreso Nacional fuera de Santiago, y se eligió a Valparaíso por su cercanía a la capital. No existía en la ciudad un edificio que pudiera albergar al Congreso General Constituyente de 1828, por lo que se reacondicionó la iglesia de Santo Domingo al colocar la mesa de la presidencia en el altar mayor y al acomodar sillas en forma de galería. A partir del 2 de junio el Congreso Constituyente sesionó en el templo.
El Congreso Constituyente acordó, una vez promulgada la Constitución de 1828, dejar de sesionar en Valparaíso y trasladarse a Santiago. Antes de dejar el puerto, el 6 de agosto se realizó la primera sesión del I periodo legislativo del Congreso Nacional en donde eligieron a los respectivos presidentes y vicepresidentes, en virtud de la nueva constitución. El 1 de agosto de 1829 se volvieron a reunir en la iglesia en las sesiones preparatorias para el II periodo legislativo. Sin embargo, el terremoto de ese año provocó que se acordara de forma unánime el regreso a Santiago.
En 1850 los dominicos traspasaron el inmueble al fisco de Chile, y entre 1909 y 1911 se construyó en el lugar un edificio con un patio central, y un torreoncillo de esquina. En este inmueble, denominado como edificio Severín, funcionó la segunda Comisaría de Carabineros, y luego el Orfeón de la misma institución. El edificio sufrió un incendio que dejó solo la fachada en pie en el año 2004.
En 2015 el Ministerio de Bienes Nacionales entregó el terreno a la Universidad de Valparaíso para la construcción de la sede del Centro Interdisciplinario de Neurociencia. El proyecto, que rebautizó al edificio con el nombre de Juan Ignacio Molina, contempla la conservación de la fachada y la construcción de laboratorios científicos, un espacio de exposiciones y un auditorio.
En 2018 comenzaron las obras, pero un hallazgo de restos óseos al perforar el terreno, detuvo los trabajos. En 2020 se anunció que se encontraron restos de un asentamiento prehispánico, un cementerio de niños y las fundaciones del convento colonial. Al año siguiente se nombró a un interventor fiscal para la definitiva implementación de la iniciativa, que contempla la construcción de un muro de contención y el rescate de los restos arqueológicos para 2022, y la construcción del centro para 2025.